# Marcha de los granaderos británicos

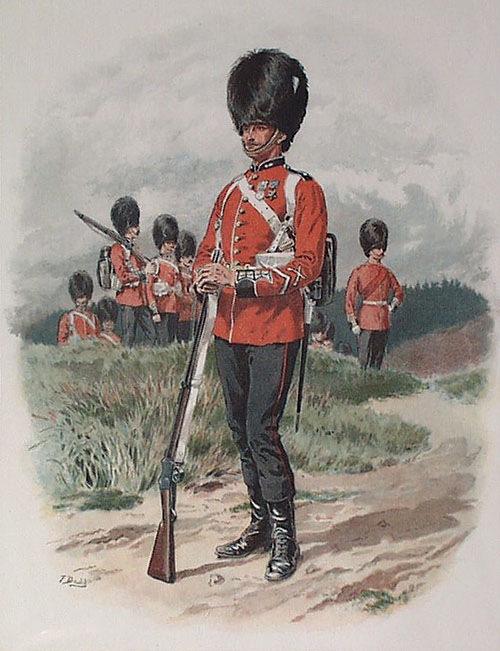
Granaderos británicos de finales del

La marcha de los granaderos británicos es una canción tradicional de las unidades militares británicas y canadienses cuyos componentes principales son los granaderos. La melodía data de comienzos del siglo XVII y su orquestación fue aprobada en 1762. Es la marcha rápida del Regimiento de la Artillería Real (desde 1716), del Cuerpo de Ingenieros Reales (desde 1787), de la Honorable Compañía de Artillería (desde 1716), de los Guardias granaderos (1763) y del Regimiento Real de Fusileros (desde 1763). También es una marcha utilizada en el Regimiento Real de Gibraltar así como en el de Canadá, y en otras unidades canadienses como los Fusileros de la princesa Louise y el Quinto cuerpo de rifles montados del Canadá.

## Historia
Los orígenes exactos de la melodía son disputables, si bien por lo general estos se remontan hasta comienzos del siglo XVII. En 1728 ya aparecía en la colección de melodías de bailes recogida por John Playford, en la que la llamaba "The New Bath". Por su parte, el musicólogo victoriano William Chappell sugirió enlaces a trabajos originales datados de 1622, siendo uno de ellos "Sir Edward Nowell's Delight". En 1907, el compositor Ernest Walker resumió el origen de la marcha militar al describir a la misma como "la evolución de tres siglos de historia de una melodía isabelina".
La melodía se introdujo en Gran Bretaña como una marcha militar durante el reinado de Guillermo III de Inglaterra (1689-1702). Tiene similitudes con una escrita para el príncipe Juan Guillermo Friso de Orange-Nassau. Henry Grattan Flood sugirió que tuviera su origen en la marcha holandesa de 1672 "Wilhelmus von Nassau" como otra candidata, siendo esta a su vez una reelaboración de una versión francesa de 1568.
La Marcha de los granaderos británicos hace referencia al conjunto entero del cuerpo de granaderos, no siendo destinado a una unidad concreta de dicha unidad, por lo que todas las unidades de este palo tienen su derecho a usarla en desfiles y marchas. Supuestamente conmemora un asalto en agosto de 1695 por 700 granaderos británicos a la fortaleza francesa de Namur, durante la guerra de los Nueve Años. La primera versión impresa de La marcha de los granaderos apareció en 1706, incorporándose la letra en algún momento entre 1735-1750. Fue una melodía popular tanto en Gran Bretaña como en Estados Unidos a lo largo de los siglos XVIII y XIX, continuando hasta la actualidad. Hoy en día es común escucharla en la ceremonia que se celebra anualmente de la Trooping the Colour («desfile del estandarte»), realizada por los regimientos del Ejército británico y de otros países de la Commonwealth en Horse Guards Parade.

## Uso en la cultura popular
La marcha ha sido utilizada en diversas películas como Barry Lyndon, 55 días en Pekín, Patton, Piratas del Caribe: La maldición de la Perla Negra, El imperio del sol, Atormentada, The Italian Job, El patriota, Diamantes para la eternidad u Orgullo y prejuicio.